# Carlo Aliprandi
Carlo Aliprandi (* 11. Oktober 1924 in Valleggia di Quiliano; † 8. Mai 2003 in Fontanelle di Boves) war ein italienischer Geistlicher und römisch-katholischer Bischof von Cuneo.

## Leben
Carlo Aliprandi empfing am 22. Mai 1948 die Priesterweihe. 
Paul VI. ernannte ihn am 3. September 1971 zum Bischof von Cuneo. Der Bischof von Savona e Noli, Giovanni Battista Parodi, weihte ihn am 24. Oktober   desselben Jahres zum Bischof; Mitkonsekratoren waren Lorenzo Vivaldo, Bischof von Massa Marittima, und Angelo Raimondo Verardo OP, Bischof von Ventimiglia.
Am 1. Februar 1999 nahm Papst Johannes Paul II. seinen altersbedingten Rücktritt an.